# Lindemann
Lindemann ist ein deutscher Familienname.

## Namensträger

### A
- Adelheid Lindemann-Meyer zu Rahden (1924–2008), deutsche Landwirtin, Hauswirtschaftsmeisterin und Präsidentin des Deutschen Landfrauenverbandes
- Adolf Lindemann (1880–1954), deutscher Gymnasiallehrer
- Adolf Friedrich Lindemann (1846–1931), deutsch-englischer Ingenieur und Astronom
- Albert S. Lindemann (* 1938), US-amerikanischer Historiker und Emeritus der University of California, Santa Barbara
- Alfred Lindemann (Kaufmann) (1902–1980), Mit-Gründer und 1946–48 Generaldirektor der DEFA
- Alfred Lindemann (Heimatforscher) (* 1936), deutscher Bergmann und Heimatforscher
- Andreas Lindemann (* 1943), deutscher evangelischer Theologe und Neutestamentler
- Anke Lindemann (* 1967), deutsche Volleyballspielerin
- Anna Lindemann (1892–1959), deutsche Pädagogin, Redakteurin und Hochschullehrerin
- Anton Lindemann (1882–nach 1971), deutscher Brauereiunternehmer
- August Lindemann, Pseudonym von Carl Lang (Schriftsteller) (1766–1822), deutscher Schriftsteller, Pädagoge und Kupferstecher
- August Lindemann (Architekt) (1842–1921), deutscher Architekt und Baubeamter
- August Lindemann (Mediziner) (1880–1970), deutscher Kieferchirurg

### B
- Benedikt Lindemann (* 1958), deutscher Benediktiner, Abt der Dormitio-Abtei
- Bernd Lindemann (Mediziner) (1934–2021), deutscher Physiologe und Verleger
- Bernd Lindemann (Ingenieur) (* vor 1963), deutscher Ingenieur und Hochschullehrer für Getränketechnologie
- Bernd Wolfgang Lindemann (* 1951), deutscher Kunsthistoriker
- Bernhard Lindemann (1610–1669), deutscher Jurist und Politiker
- Berthold Lindemann (1929–2014), deutscher Historiker
- Björn Lindemann (* 1984), deutscher Fußballspieler
- Bob Lindemann (1881–1951), US-amerikanischer Baseballspieler

### C
- Caspar Lindemann (auch Caspar Lyndemann; um 1486–1536), deutscher Mediziner
- Christian Wilhelm Lindemann (1798–1867), deutscher Jurist und Politiker
- Christine Lindemann (* 1970), deutsche Handballspielerin
- Christoph Friedrich Heinrich Lindemann (1749–1816), deutscher Prediger und Publizist
- Clemens Lindemann (* 1947), deutscher Politiker
- Cyriacus Lindemann (um 1516–1568), deutscher Pädagoge

### D
- Daniel Lindemann (* 1985), deutscher Schauspieler und Fernsehmoderator
- David Lindemann (* 1977), deutscher politischer Beamter (SPD)
- Dieter Lindemann (1951–2003), deutscher Schwimmtrainer
- Dietrich Lindemann (vor 1522–1552), deutscher Pädagoge und Politiker, Bürgermeister von Dresden, siehe Theodoricus Lyndemann

### E
- Eckard Lindemann (1937–2023), deutscher Jurist und Politiker (CDU)
- Elisabeth Hablik-Lindemann (1879–1960), deutsche Kunstgewerblerin
- Elke Lindemann (* 1943), deutsche Politikerin (SPD)
- Emil Lindemann (1883–1942), deutscher Fabrikant und Unternehmensgründer
- Erich Lindemann (Botaniker) (1888–1945), deutscher Botaniker
- Erich Lindemann (Mediziner, 1894) (1894–1934), deutscher Arzt
- Erich Lindemann (Mediziner, 1900) (1900–1974), deutsch-amerikanischer Psychiater und Psychologe
- Ernie Lindemann (1878–1951), US-amerikanischer Baseballspieler
- Ernst Lindemann (Manager) (1865–1929), deutscher Manager
- Ernst Lindemann (Maler) (1869–1943), deutscher Maler
- Ernst Lindemann (Marineoffizier) (1894–1941), deutscher Marineoffizier
- Ernst Lindemann (Agrarwissenschaftler) (1936–2021), deutscher Hochschullehrer
- Ernst Heinrich Lindemann (1833–1900), deutscher Politiker
- Ewald Lindemann (1897–nach 1959), deutscher Dirigent

### F
- Ferdinand Lindemann (Politiker) (1820–1895), deutscher Verwaltungsbeamter und Bürgermeister von Jauer
- Ferdinand von Lindemann (1852–1939), deutscher Mathematiker
- Florian Lindemann (1953–2011), deutscher Sozialarbeiter
- François Lindemann (* 1950), Schweizer Jazzpianist und Komponist
- Frank Lindemann (* 1961), deutscher Fußballspieler
- Frederick Lindemann, 1. Viscount Cherwell (1886–1957), britischer Physiker und Berater Winston Churchills
- Friedrich Lindemann (Altphilologe) (1792–1854), deutscher Altphilologe und Lehrer
- Friedrich Lindemann (Generalleutnant) (1868–1954), deutscher Generalleutnant
- Friedrich Lindemann (Schriftsteller) (1898–1950), deutscher Schriftsteller und Journalist
- Friedrich Carl Adolf von Lindemann (1771–1825), deutscher Offizier
- Fritz Lindemann (1894–1944), deutscher General und Widerstandskämpfer

### G
- Georg Lindemann (1884–1963), deutscher Generaloberst
- Georg Lindemann (Politiker) (1885–1961), deutscher Beamter
- Gerhard Lindemann (Generalmajor) (1896–1994), deutscher Generalmajor
- Gerhard Lindemann (1909–1994), deutsches SS-Mitglied, siehe Gerhard Thiele (SS-Mitglied)
- Gerhard Lindemann (Theologe) (1963–2020), deutscher Theologe und Kirchenhistoriker
- Gert Lindemann (* 1947), deutscher Politiker (CDU)
- Gerta Maaß-Lindemann (* 1943), deutsche Klassische Archäologin
- Gesa Lindemann (* 1956), deutsche Soziologin
- Gisela Lindemann (1938–1989), deutsche Literaturkritikerin, Literaturwissenschaftlerin und Tedakteurin
- Gottfried Ferdinand von Lindemann (1744–1804), deutscher Jurist, Librettist und Übersetzer
- Guido Lindemann (* 1955), Schweizer Eishockeyspieler
- Gunnar Lindemann (* 1970), deutscher Politiker (AfD)
- Gustav Lindemann (1872–1960), deutscher Regisseur und Theaterleiter
- Gustav Lindemann (Funktionär) (1913–nach 1971), deutscher Landwirtschaftsfunktionär

### H
- Hannes Lindemann (1922–2015), deutscher Arzt, Gesundheitspädagoge und Segler
- Hans Lindemann (Chemiker) (1890–1932), deutscher Chemiker und Hochschullehrer
- Hans Lindemann (Kaufmann) (1896–1966), deutscher Verwaltungsjurist
- Hans Lindemann (Heimatforscher) (1900–1995), deutscher Lehrer, Heimatforscher und Heimatpfleger
- Hans Lindemann (Altphilologe) (1905–1979), deutscher Altphilologe
- Hans Lindemann (Erfinder), deutscher Erfinder
- Hans Lindemann (Fußballspieler, 1926) (* 1926),  deutscher Fußballspieler
- Hans Lindemann (Fußballspieler, 1947) (* 1947), deutscher Fußballspieler
- Hans-Joachim Lindemann (1920–2012), deutscher Arzt
- Hartmut Lindemann (* 1953), deutscher Bratschist und Hochschullehrer
- Heinrich Lindemann (1800–1870), deutscher Klassischer Philologe
- Heinrich Simon Lindemann (1807–1855), deutscher Philosoph und Hochschullehrer
- Heinz Lindemann (Mediziner) (1917–1986), deutscher Mediziner, tätig unter anderem in der Ärzteversorgung Niedersachsen
- Heinz Lindemann (Komponist), deutscher Komponist
- Helmut Lindemann (1912–1998), deutscher Jurist, Publizist, Übersetzer und Schriftsteller
- Helmut Lindemann (Chemiker) (* 1940), deutscher Chemiker, Chemiedidaktiker und Hochschullehrer
- Hermann Lindemann (Jurist) (1880–1952), deutscher Kommunalpolitiker (NSDAP)
- Hermann Lindemann (Fußballtrainer) (1910–2002), deutscher Fußballspieler und -trainer
- Hermann Lindemann (Fußballspieler), deutscher Fußballspieler
- Hermann Lindemann (Mediziner) (* 1940), deutscher Pädiater, Pneumologe und Hochschullehrer
- Holger Lindemann (* 1970), deutscher Pädagoge und Erziehungswissenschaftler
- Hugo Lindemann (1867–1949), deutscher Sozialwissenschaftler, Hochschullehrer und Politiker (SPD)
- Hugo Lindemann (Maler) (1922–2009), deutscher Maler und Zeichner

### I
- Ilsetraud Lindemann (1923–1996), deutsche Lokalhistorikerin
- Ingbert Lindemann (* 1945), deutscher Pastor und Autor
- Inge Lindemann (* 1946), deutsche Politikerin (SPD), MdBB
- Irmgard Lindemann (* 1939), deutsche Buchhändlerin, Lehrerin, Autorin und Übersetzerin

### J
- Johann Lindemann (Politiker) (1475–1519), deutscher Beamter und Politiker, Bürgermeister von Leipzig
- Johann Lindemann (Theologe) (1488–1554), deutscher Theologe
- Johann Lindemann (Kirchenmusiker) (um 1550–1630), deutscher Kirchenlieddichter und -komponist
- Johanna Lindemann (* 1974), deutschsprachige Autorin
- Johann Gottlieb Lindemann (1757–1829), deutscher lutherischer Pfarrer und Autor
- Josef Lindemann (Maler) (1880–1962), deutscher Maler
- Josef Lindemann (Dirigent) (1922–1984), deutscher Organist und Chordirigent
- Julius Lindemann (Generalmajor) (1789–1855), deutscher Generalmajor der Kavallerie
- Julius Lindemann (Sänger) (1822–1886), deutscher Opernsänger

### K
- Karin Lorenz-Lindemann (* 1938), deutsche Literaturwissenschaftlerin und Autorin
- Karl Lindemann (Zoologe) (1847–1929), russischer Zoologe, Entomologe und Politiker
- Karl Lindemann (Manager) (1881–1965), deutscher Kaufmann und Manager
- Karl Lindemann-Frommel (1819–1891), deutscher Maler und Lithograf
- Karl Ferdinand Lindemann (1714–1782), sächsischer Politiker
- Kevin Lindemann, deutscher Behindertensportler
- Kim Lindemann (* 1982), schweizerischer Eishockeyspieler
- Klaus Lindemann (Grafiker) (1926–2007), deutscher Grafiker, Maler und Fotograf
- Klaus Lindemann (Autor) (1930–2004), deutscher Autor und Dramaturg
- Klaus Lindemann (Regisseur) (1935–1993), deutscher Drehbuchautor und Fernsehregisseur
- Klaus Lindemann (Germanist) (* 1941), deutscher Germanist
- Kurt Lindemann (1901–1966), deutscher Orthopäde

### L
- Lars Lindemann (* 1971), deutscher Politiker (FDP)
- Laura Lindemann (* 1996), deutsche Duathletin und Triathletin
- Laurentius Lindemann (1520–1585), deutscher Rechtswissenschaftler und Staatsmann
- Ludwig Lindemann (1877–1911), deutscher Ingenieur und Anthroposoph
- Lütting Lindemann, deutscher Fußballspieler
- Lutz Lindemann (* 1949), deutscher Fußballspieler und -trainer

### M
- Maggie Lindemann (* 1998), US-amerikanische Singer-Songwriterin
- Manfred Lindemann-Frommel (1852–1939), deutscher Maler, Architekt und Hochschullehrer
- Marcus Lindemann (* 1966), deutscher Sportjournalist
- Marit Lindemann (* 1992), deutsche Triathletin
- Markus Lindemann (* 1953), Schweizer Eishockeyspieler
- Mary Lindemann (* 1949), US-amerikanische Historikerin
- Michael Lindemann (* 1975), deutscher Jurist und Hochschullehrer
- Milagros Caiña Carreiro-Lindemann (* 1962), spanische Managerin, siehe Milagros Caiña Carreiro-Andree

### O
- Oskar Lindemann (1880–1914), deutscher Architekt
- Otto Lindemann (Komponist) (1879–1946), deutscher Komponist und Musikverleger
- Otto Lindemann (Maler) (1884–1955), deutscher Maler
- Otto Lindemann (Unternehmer) (1891–1962), deutscher Unternehmer

### P
- Paul Lindemann (1871–1924), deutscher Politiker, Oberbürgermeister von Kiel
- Paul Lindemann (Journalist) (1896–1955), deutscher Jurist
- Peer Lindemann (* 2001), deutscher Volleyballspieler
- Peter Lindemann (Theologe) († 1795), estnischer Theologe
- Peter Lindemann (Glockengießer), deutscher Glockengießer
- Peter Lindemann (Wirtschaftswissenschaftler) (1917–2006), deutscher Wirtschaftswissenschaftler
- Peter Lindemann (Jurist) (1933–2019), deutscher Richter, Rechtshistoriker und Ministerialbeamter
- Peter Lindemann (Heimatforscher) (1944–2021), deutscher Journalist und Heimatforscher
- Philipp Lindemann (1783–1861), deutscher Jurist

### R
- Robert Lindemann-Berk (* 1963), deutscher Unternehmer
- Rolf Lindemann (1933–2017), deutscher Maler und Grafiker
- Rolf Lindemann (Landrat) (* 1957), deutscher Politiker
- Ronny Lindemann (* 1980), deutscher Karambolagespieler
- Rosa Lindemann (1876–1958), deutsche kommunistische Widerstandskämpferin
- Rudolf Lindemann (1904–2003), deutscher Fotograf und Heimatforscher

### S
- Stefan Lindemann (Komponist) (* 1969), deutscher Komponist
- Stefan Lindemann (Eiskunstläufer) (* 1980), deutscher Eiskunstläufer
- Sulaika Lindemann (* 1991), deutsche Schauspielerin indischer Herkunft
- Sven Lindemann (* 1978), Schweizer Eishockeyspieler

### T
- Theodor Lindemann (Mediziner) (Carl Wilhelm Julius Theodor Lindemann; 1831–1903), deutscher Arzt
- Theodor Lindemann (Geistlicher) (1836–1921), deutscher Geistlicher und Superintendent
- Thomas Lindemann der Ältere (1570–1632), deutscher Rechtswissenschaftler und Hochschullehrer
- Thomas Lindemann der Jüngere (1609–1645), deutscher Geistlicher, Theologe und Hochschullehrer
- Thomas Lindemann (Autor) (* 1972), deutscher Journalist und Schriftsteller
- Till Lindemann (* 1963), deutscher Musiker und Lyriker

### U
- Udo Lindemann (* 1948), deutscher Maschinenbautechniker und Hochschullehrer
- Uwe Lindemann (* 1966), deutscher Komparatist und Mykologe

### W
- Walter Lindemann (1893–1985), deutscher Pädagoge und Aktivist der Freidenkerbewegung
- Werner Lindemann (1926–1993), deutscher Schriftsteller
- Wilhelm Lindemann (Literaturhistoriker) (1828–1879), deutscher Literaturhistoriker, Pfarrer und Politiker (Zentrum)
- Wilhelm Lindemann (General) (1873–1943), deutscher Generalmajor
- Wilhelm Lindemann (Bauingenieur) (1878–1951), deutscher Bauingenieur, Ballonfahrer und Fotograf
- Wilhelm Lindemann (Komponist) (1882–1941), deutscher Komponist
- Wilhelm Lindemann (Fußballspieler) (1936–2022), deutscher Fußballspieler
- Wilhelm Kaiser-Lindemann (1940–2010), deutscher Komponist und Hornist
- Willi Lindemann (* 1921), deutscher Kristallograph, Sportler und Hochschullehrer
- Wladimir Karlowitsch Lindemann (1868–1933), russischer Pathologe
- Wolfgang Lindemann (* 1964), deutscher Fußballspieler

## Fiktive Personen
- Erwin Lindemann, Rentner im Sketch Der Lottogewinner von Loriot